# 和田家の男たち
『和田家の男たち』（わだけのおとこたち）は、2021年10月22日から12月10日までテレビ朝日系「金曜ナイトドラマ」枠で放送されていた大石静脚本によるテレビドラマ。主演は相葉雅紀。
ネットニュース記者の息子、テレビ局報道マンの父、新聞記者の祖父と、それぞれ異なったメディアに携わっている三世代のマスコミ一家「和田家」が織り成すホームドラマ。

## あらすじ
コロナ禍により定職を失い途方に暮れていた和田優は、ひょんなことからニュース番組のプロデューサーである父・秀一と新聞社の元社長である祖父・寛と暮らすようになる。
大学の後輩のツテでネットニュース記者になった優は、「マスコミ三世代」としてとある謎に立ち向かっていくことになる。

## キャスト

### 主要人物
和田優（わだ ゆう）〈37〉
演 - 相葉雅紀（幼少期：潤浩）
本作の主人公。14年勤めた会社がコロナ禍で突然倒産し、デリバリーサービス「食いっくデリバリー / Quick Delivery Japan」の配達員で食い繋いでいたが、大学の後輩のツテでネットニュース「Buzz Topic News」（バズとぴ）の記者に転身する。20年以上ぶりに祖父である寛と再会し、やがて秀平と3人で暮らし始める。
和田秀平（わだ しゅうへい）〈50〉
演 - 佐々木蔵之介
優の父。JBNテレビの報道番組「フロンティアニュース」の総合プロデューサー。亡くなった優の母・りえの再婚相手で優とは血の繋がりはない。
和田寛（わだ かん）〈74 → 75〉
演 - 段田安則
秀平の父で優の義理の祖父。長年東西新聞で記者を務め、やがて社長にまで登りつめたが、部下の不祥事の責任をとり任期を残して辞任した。現在は論説委員としてコラムを寄稿している。
和田美穂子（わだ みほこ）
演 - 中村久美
寛の妻。故人。
和田りえ（わだ りえ）
演 - 小池栄子
優の母。テレビ局の報道番組「フロンティアニュース」の記者。秀平の先輩。優が11歳のとき、取材中の事故で帰らぬ人となる。

### 「バズとぴ」編集部
三ツ村翔星（みつむら しょうせい）
演 - 正門良規（Aぇ! group）
ネットニュース「Buzz Topic News」（バズとぴ）編集部のデスク。優の大学時代の後輩で、定職を失った優をバズとぴに誘い、優の上司となる。
志麻さと美（しま さとみ）
演 - 石川恋
ネットニュース「Buzz Topic News」（バズとぴ）編集部の編集者。優のことを気にかける。
印田吾郎（いんでん ごろう）
演 - 駒木根隆介
ネットニュース「Buzz Topic News」（バズとぴ）編集部の事務。

### フロンティアニュース
滝口剛（たきぐち つよし）
演 - 岡部たかし
報道番組「フロンティアニュース」のデスク。
井上智子（いのうえ ともこ）
演 - 宮澤美保
報道番組「フロンティアニュース」のディレクター。
但木陽一郎（ただき よういちろう）
演 - 須田邦裕
報道番組「フロンティアニュース」MC。
水谷内毬（みずやち　まり）
演 - 水上京香
報道番組「フロンティアニュース」MC。
棚田宏（たなだ　ひろし）
演 - 大河内浩（第4話 - ）
JBNテレビ局長。

### ゲスト
第2話
戸倉ほのか
演 - 宮澤エマ（第7話）
優が元カノの結婚式で出会った女性。和田家に遊びに来る。保険会社に勤務している。
冬木亜蓮
演 - 草刈民代（第3話 - ）
寛の元カノ。寛とよりを戻し再度プロポーズを受ける。眼科医。
富崎ルリ
演 - 片山萌美
優の元カノ。昔「話がつまらないって罪」という理由で優を振った。
川本紘一
演 - 小多田直樹
富崎ルリの夫。
第3話
清宮恭介
演 - 高橋光臣（第4話・第7話・第8話）（少年期：木村聖哉）
国土開発大臣で初入閣。将来の総理大臣候補とされる。
奥村麗奈
演 - 橋本マナミ
元女優。清宮恭介の妻。
清宮隆三
演 - 堀内正美（第7話）
恭介の父で元与党幹事長。引退後も政財界に圧倒的な発言力を持つフィクサー。
門倉浩輔
演 - 安藤広郎（第7話）
清宮隆三の秘書。和田りえの死に関わり、その後自殺したとされる。
第4話
安西
演 - 長谷川忍（シソンヌ）
元警察官のネットニュース記者。警察関連の裏ネタを書いている。
第5話
片岡直樹
演 - 野間口徹
ネットニュースサイト『ニュース・チェイス』の編集部員。優をヘッドハントする。
岸文子
演 - 堀内敬子（第6話 - ）
週刊誌『週刊アスタ』編集長。秀平とデンタルクリニックで出会う。
第6話
山路有美
演 - かとうかずこ
山路食品グループ代表。
幸子
演 - 梅沢昌代
優が取材に行った町中華「蓬龍」の店主。
山路雅人
演 - 鶏冠井孝介
山路有美の夫。
第7話
柴崎保
演 - 福田転球（第8話）
清宮恭介の秘書。以前は清宮隆三の運転手をしていた。

## スタッフ
- 脚本 - 大石静、荒井修子、田中眞一
- 音楽 - ワンミュージック
- 主題歌 - Peach&Apricot「Watching Over You」[5]
- プロデューサー - 残間理央（テレビ朝日）、本郷達也（MMJ）、布施等（MMJ）
- 監督 - 深川栄洋、星野和成、木内健人
- ゼネラルプロデューサー - 中川慎子（テレビ朝日）
- 制作 - テレビ朝日、MMJ

## 放送日程
| 話数                                                         | 放送日   | ラテ欄                                                                 | 脚本            | 監督     |
| ------------------------------------------------------------ | -------- | ---------------------------------------------------------------------- | --------------- | -------- |
| 第1話                                                        | 10月22日 | 脚本大石静が贈る!! マスコミ三世代家族                                  | 大石静          | 深川栄洋 |
| 第2話                                                        | 10月29日 | 息子父祖父… マスコミ家族に吹き荒れる恋の嵐!!                           | 大石静          | 深川栄洋 |
| 第3話                                                        | 11月05日 | 脚本大石静!! マスコミ一家が暴く…母の死の秘密!? 今夜明かされる真犯人    | 大石静 荒井修子 | 深川栄洋 |
| 第4話                                                        | 11月12日 | ザワつくマスコミ男三世代… 歌に酔いしれプロポーズ大作戦!!               | 大石静 荒井修子 | 星野和成 |
| 第5話                                                        | 11月19日 | 恋するマスコミ家族 スター記者誕生…!!                                   | 田中眞一        | 星野和成 |
| 第6話                                                        | 11月26日 | ネット記者バズる!! 疑惑の30歳年の差婚                                  | 大石静 田中眞一 | 木内健人 |
| 第7話                                                        | 12月03日 | 最終章!! 脚本大石静 ネット記者VS総理に最も近い男…!! 暴かれる母の死の謎 | 大石静 田中眞一 | 深川栄洋 |
| 最終話                                                       | 12月10日 | さよなら! マスコミ一家!! 最後の食卓へ… 26年前の未解決事件を暴けるか    | 大石静 田中眞一 | 深川栄洋 |
| （視聴率はビデオリサーチ調べ、関東地区・世帯・リアルタイム） |          |                                                                        |                 |          |

## 受賞歴
- 第25回 日刊スポーツ・ドラマグランプリ・秋ドラマ [7]
  - 作品賞
  - 主演男優賞 相葉雅紀
  - 助演男優賞 段田安則
  - 助演女優賞 石川恋
- 第25回 日刊スポーツドラマグランプリ・年間大賞 [8]
  - 作品賞
  - 主演男優賞 相葉雅紀